# Jurij Kramer
Jurij Kramer (* 28. Juni 1940 in Moskau) ist ein deutscher Schauspieler, Drehbuchautor und Regisseur.

## Leben
Jurij wurde 1940 als Sohn einer Tänzerin und des wegen eines drohenden Hochverratsprozesses in die UdSSR emigrierten Eisenbahningenieurs Erwin Kramer, dem späteren Minister für Verkehrswesen der DDR und Generaldirektor der Deutschen Reichsbahn, in Moskau geboren. Nach Kriegsende zog seine Familie wieder nach Deutschland, wo sie sich im Ostteil Berlins niederließen.
Jurij Kramer studierte von 1960 bis 1963 Schauspiel an der Staatlichen Schauspielschule in Berlin-Niederschöneweide und debütierte als Theaterdarsteller an einer Bühne in Greifswald. Von 1964 bis 1965 absolvierte er seinen Grundwehrdienst bei den Grenztruppen der DDR und erhielt anschließend ein Engagement in Halle, wo er auch erste Regieaufgaben wahrnahm. Daneben arbeitete Kramer ab 1970 auch für den Deutschen Fernsehfunk (DFF), anfangs als Assistent, später als Regisseur und inszenierte diverse Literaturverfilmungen, wie beispielsweise Cyankali, Narrenweisheit aber auch Gegenwartsstreifen für das Fernsehen der DDR.
Mit der Wende änderte sich seine berufliche Situation, er spielte wieder vornehmlich als Schauspieler in diversen Fernsehproduktionen, überwiegend in Serien wie Ein Bayer auf Rügen, Für alle Fälle Stefanie, Küstenwache.
Sein Sohn Felix Kramer ist ebenfalls Schauspieler.

## Filmografie (Auswahl)
als Schauspieler
- 1962: Das grüne Ungeheuer (Fernsehmehrteiler)
- 1971: Das Boot im Walde (Fernsehfilm)
- 1971: Der Staatsanwalt hat das Wort: Zwei Promille (TV-Reihe)
- 1972: Das Geheimnis der Anden (Fernsehmehrteiler)
- 1973: Das Licht der Schwarzen Kerze (Fernsehfilm)
- 1973: Zement (Fernsehfilm, 2 Teile)
- 1973: Das unsichtbare Visier (Fernsehserie)
- 1975: Ich setze auf Diego (Fernsehfilm)
- 1976: Mann gegen Mann
- 1976: Erstes Haus, linker Hand (Fernsehfilm)
- 1983: Märkische Chronik (Fernsehserie)
- 1985: Das zweite Leben des Dr. Gundlach (Fernsehfilm)
- 1991: Durchreise (Fernsehfilm)
- 1992: Deutschfieber
- 1994: Radetzkymarsch
- 1995: Die Straßen von Berlin
- 1995: Im Innern des Bernsteins (Fernsehfilm)
- 1997: Der Kapitän – Gefährliche Fracht (Fernsehfilm)
- 1998: Freiwild (Fernsehfilm)
- 2000: Scheidung auf Rädern (Fernsehfilm)

als Regisseur (für DFF)
- 1974: Galgenbergstory
- 1976: Der Mörder
- 1977: Cyankali (TV-Studioaufzeichnung)
- 1977: …inklusive Totenschein
- 1979: Ende vom Lied
- 1980: Eine Anzeige in der Zeitung
- 1983: Langer Abschied
- 1984: Das zweite Leben des Dr. Gundlach
- 1984: Die Verwundung
- 1986: Die letzten Tage des Georg W.
- 1988: Stunde der Wahrheit
- 1989: Narrenweisheit
- 1990: Drei Wohnungen

## Hörspiele
- 1980: Walter Püschel: Das Schulschwein – Regie: Maritta Hübner (Kinderhörspiel – Rundfunk der DDR)